# George Sanger
George Sanger, más conocido artísticamente como Lord George Sanger (Newbury, 23 de diciembre de 1825-East Finchley, 28 de noviembre de 1911) fue un artista circense y empresario inglés, propietario del Sanger’s Circus. Hijo de James Sanger, un showman. Creció en los espectáculos ambulantes y dirigió circos a lo largo del siglo XIX con su hermano John. Se retiró en 1905 y murió asesinado por un empleado descontento en 1911.

## Primeros años
Sanger nació el 23 de diciembre, probablemente de 1825, en Newbury, Berkshire como hijo de James Sanger. James Sanger, hijo de un granjero de Wiltshire, había sido presionado para ingresar al servicio de la Marina Real británica muy joven, donde aprendió trucos de magia, y más tarde, una vez jubilado de la marina, se convirtió en showman. Él y su esposa, Sarah Elliott, viajaron por el país en una caravana, mostrando curiosidades humanas y un  espectáculo ambulante. Al empezar a tener niños, decidieron asentarse en Trowbridge y después en Newbury, donde nació George.
Fue el sexto de sus diez hijos, y el varón más joven. Los niños crecieron en el espectáculo y ayudaban en el negocio paterno. Joven, Sanger hizo su primer inicio empresarial, independiente de su padre, actuando como domador. Su primera "troupe" constaba de canarios, pardillos, ratones blancos y más tarde, liebres. Los aprendió a disparar cañones en miniatura y caminar por la cuerda floja. El espectáculo fue todo un éxito y llegó a exhibirlo en fiestas privadas, a pesar de que afrontó unas cuantas acusaciones de brujería por parte de algunos aldeanos rurales.

## Sociedad
Sanger empezó luego un espectáculo itinerante de magia con sus hermanos mayores William y John. Ya se había ganado el apodo de "Caballero George" de sus compañeros de exhibición, y "Lord" de su padre, por su manera elegante de vestir. En 1848, los tres hermanos llevaron su espectáculo a Stepney Fair. Allí, volvió a coincidir con una joven artista llamada Ellen Chapman (1832-1899). Era domadora de leones, conocida profesionalmente como Madame Pauline de Vere. Se casaron el 1 de diciembre de 1850 en Sheffield. Tuvieron dos hijas, Laurina, casada con Alexander 'Sandy' Coleman, y Sarah Harriett, que casó con Arthur Reeve, hijo del entonces alcalde de Margate.

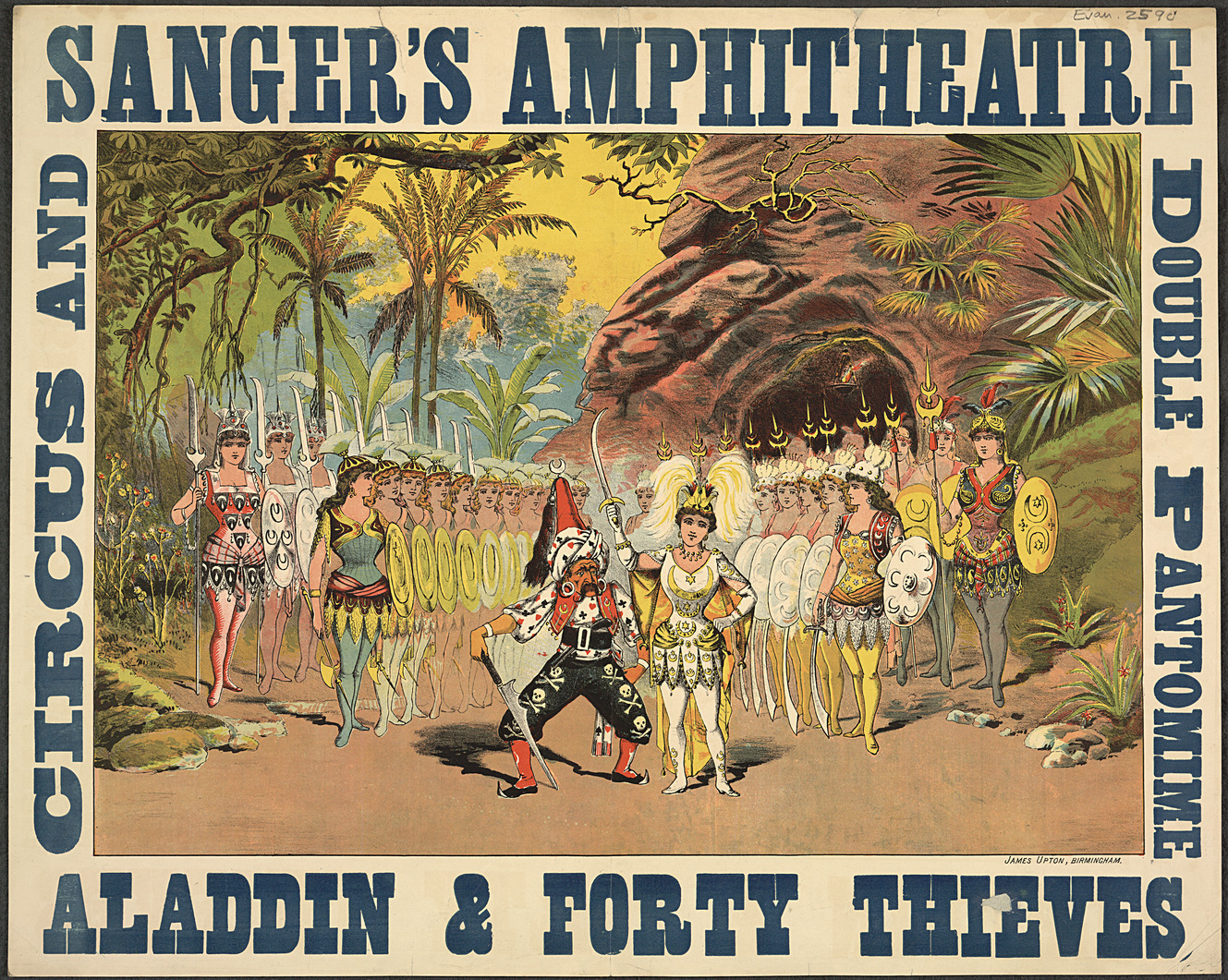
Cartel de la pantomima Aladino y los cuarenta ladrones, en el Anfiteatro Sanger en 1886.

John y George Sanger decidieron llevar su espectáculo por las ferias del país, creyendo que harían más dinero que en las ferias en Londres. En el invierno de 1850–51 regresaron a la capital y, además de su espectáculo de magia, alquilaron la Enon Chapel— un antiguo osario— para celebrar una "especie de espectáculo teatral de invierno", empleando actores para actuar en una pantomima de Navidad. Después de ser informados que no todos los cuerpos impropiamente enterrados en el sitio habían sido retirados, y que las autoridades pretendían cerrar el edificio, los Sanger se mudaron.
En 1851, los hermanos llevaron su espectáculo a la Gran Exposición en Knightsbridge, un acontecimiento que, debido a las fuertes lluvias, los decepcionó. La feria fue abandonada y los Sanger se fueron al norte de Inglaterra. Después de otra temporada exitosa en Stepney Fair (donde incluyeron una 'ostra domesticada'), los hermanos decidieron fundar un circo. Su primera compra para el circo fue un poni galés, por £7 y sus ayudantes eran dos sobrinas, un sobrino y cuatro aprendices.
En 1871, los hermanos Sanger compraron el Anfiteatro Astley por £11.000 y George Sanger lo dirigió durante 22 años hasta que el Consejo del Condado de Londres ordenó su cierre en 1893. Sanger terminó su relación profesional con su hermano John en 1884.

## Vida posterior
Durante la década de 1880, Sanger se convirtió en un activo defensor de los derechos de los showmen y fue el presidente de la Asociación de Protección Van Dwellers (más tarde convertida en el Showmen's Guild of Great Britain).
George Sanger construyó su propio Anfiteatro en la esquina de High Street y George Street en Ramsgate, Kent, en 1883. Inicialmente era un edificio para espectáculos circenses pero también se ofreció ópera y drama desde sus inicios.
El edificio fue convertido en un teatro en 1908 por Frank Matcham, un conocido y prolífico constructor de teatros, y fue rebautizado como Royal Palace Theatre. Al poco tiempo también empezó a ofrecer sesiones de cine y en 1929 el teatro fue equipado para proyectar películas sonoras. Películas, espectáculo de variedades y teatro continuaron ofreciéndose hasta 1961, cuando la última pinta fue ofrecida en el bar del edificio y el teatro fue derribado junto con el contiguo Sanger Hotel.
En 1903, presentó una estatua de la Reina Victoria en la ciudad de Newbury, alzada en la misma posición ocupada años atrás por la tienda de su padre.
En 1905, Sanger vendió sus efectos del zoológico (menagerie) que había abierto en Margate y del circo, subastados por el subastador de objetos circenses Tom Norman. Se retiró a Park Farm en East Finchley, al norte de Londres, y publicó una autobiografía en 1910 titulada Seventy Years a Showman (Setenta años de showman, en español). El 28 de noviembre de 1911 George Sanger fue asesinado con un hacha en su casa por uno de sus empleados en la granja donde criaba ganado y caballos, Herbert Charles Cooper, por razones desconocidas. Después Cooper, de 25 años, se suicidó tirándose a las vías del tren. Sanger fue enterrado el 4 de diciembre junto a la tumba de su esposa en Margate.

## Obra publicada
- Sanger, George (1926) [1910], Seventy Years a Showman, New York: E. P. Dutton, OCLC 3775375.